# Hypochrysops chrysanthis
Hypochrysops chrysanthis is een vlinder uit de familie van de Lycaenidae. De wetenschappelijke naam van de soort is voor het eerst geldig gepubliceerd in 1860 door Felder.